# 오토 3세
오토 3세(980년 ~ 1002년 1월 23일)는 996년부터 사망한 1002년까지 재위한 신성 로마 황제이다. 오토 왕조 출신이었던 오토 3세는 오토 2세와 그의 아내 테오파노 사이에서 태어난 외아들이다.
오토 3세는 아버지가 비잔티움 제국 및 시칠리아 토후국과의 전쟁 중 남부 이탈리아에서 사망하고 얼마 안 지난 3세 때 독일왕으로 즉위했다. 독일의 명목상의 통치자에 불과했으나 , 오토 3세의 미성년자라는 신분은 그의 여러 섭정들에게 제국에 대한 권한을 갖게 해주었다. 그의 친척 바이에른 공작 하인리히 2세는 초창기에 이 어린 왕에 대한 섭정권을 차지하였고 984년에는 스스로 왕위에 오르려 하였다. 그의 반란이 독일 귀족들의 지지를 얻지 못하자, 하인리 2세는 왕위 주장을 포기할 수밖에 없었고 오토 3세의 어머니 테오파노가 991년에 사망하던 때까지 섭정으로 있게 하였다. 오토 3세는 어머니가 사망했을 때도 여전히 어린 아이였고, 따라서 그의 조모 이탈리아의 아델라이데가 994년까지 섭정 역할을 했다.
996년에, 오토 3는 983년에 오토 2세가 죽은 뒤로 내버려져 있던 이탈리아왕 및 신성 로마 황제위를 주장하러 이탈리아로 갔다. 오토 3세는 또한 크레스켄티우스 2세 지도 하에 반란 상태에 있던 로마에 대한 제국의 지배권을 교황을 통해 다시 확립하려했다. 황제로 즉위한 오토 3세는 로마 반란을 진압하고 친척을 최초의 독일계 교황인 교황 그레고리오 5세에 앉혔다. 황제로부터 사면을 받고 그가 로마를 떠나자, 크레스켄티우스 2세는 다시 한번 반란을 일으켰으며, 그레고리오 5세를 폐위시키고 요한 16세를 교황으로 세웠다. 오토 3세는 988년에 로마로 돌아와, 그레고리오 5세를 복위시키고 크레스켄티우스 2세와 요한 16세를 처형시켰다. 그레고리오 5세가 999년에 사망하자, 오토 3세는 실베스테르 2세를 교황으로 임명하였다. 그의 생전 오토 3세의 행동들은 가톨릭 교회에 대한 제국의 지배권을 한층 강화시켰다.
재위 시작 때부터, 오토 3세는 동쪽 국경을 따라 있는 슬라브족들과 대립하였다. 983년 아버지가 죽은 후로, 슬라브족들이 신성 로마 제국의 지배권에 맞서 봉기하였는데, 엘베강 동쪽에 형성된 제국의 영토를 포기하게끔하였다. 오토 3세는 재위 기간 동안 제국의 잃어버린 영토를 되찾기 위해 싸웠지만, 제한된 성공만을 거두었다. 한편 동유럽에서, 오토 3세는 폴란드, 보헤미아, 헝가리 등과 제국 간의 관계를 강화시켜냈다. 1000년에 동유럽에서 벌인 그의 일들을 통하여, 그는 폴란드 내 선교 사업 지원 및 이슈트반 1세를 초대 기독교인 헝가리 왕으로 즉위시키며 기독교의 영향력을 확장시킬 수 있었다.
1001년에 로마로 돌아온, 오토는 로마 귀족들이 일으킨 반란에 직면했고, 로마에서 빠져나올 수밖에 없었다. 1002년에 로마를 되찾으러 온 그는 갑작스러운 열병을 앓다가 21살 때 팔레리아의 파테르노성에서 사망했다. 그의 뒤를 이을 확실한 후계자가 없었기에, 그의 이른 죽음은 제국을 정치적 혼란으로 빠트렸다.
오토는 그의 시대 일부 전설 및 유명 인물들과 연관된 매력적 인물이었다. 오토 3세와 그의 재위에 관한 의견들은 상대적으로 다양하다. 살아있을 당시 뛰어나고, 정렬적이며, 경건한 지도자로 인식되었던 오토는 19세기 역사가들한테는 독일에 대한 자신의 의무를 실패한 변덕스럽고 과도하게 이상적인 몽상가로 묘사되었다. 오늘날 역사가들은 일반적으로 그를 긍정적으로 보나, 황제로서의 몇몇 측면들은 수수께끼로 남아있고 그의 제국 혁신 (renovatio imperii Romanoru) 계획에 뒤에 숨겨진 진정한 의도에 대한 논쟁은 계속되고 있다.

## 어린 시절
오토 3세는 오늘날 노르트라인베스트팔렌주 내에 있는 아헨과 네이메헌 사이의 어느 곳에서 980년 6월 또는 7월에 태어났다. 신성 로마 황제 오토 2세와 황후인 테오파노 사이의 독자였던 오토 3세는 부부 사이에 태어난 자녀 네 명 중 막내였다. 오토 3세가 태어나기 바로 직전, 그의 아버지는 로타르 왕을 상대로 한 프랑스 왕국 내 전쟁을 마쳤다.
982년 7월 14일, 오토 2세의 군대는 스틸로 전투에서 시칠리아 토후국의 이슬람군에 완패를 겪었다. 오토 2세는 이탈리아 전체를 신성 로마 제국으로 합병시킨다는 희망을 품고 이탈리아 남부에서 군사 원정을 벌이고 있었다. 오토 2세는 다치지 않고 전장에서 빠져나왔지만 전투의 사상자들에 다수 제국의 주요 관료들이 있었다. 스틸로 전투 패전 그리고 제국의 귀족들의 요청에 따라, 오토 2세는 983년 오순절 때 베로나에서 궁중의회를 소집하였고, 이곳에서 그는 의회에 세 살이었던 오토 3세를 독일 및 이탈리아왕으로 선출시켜 오토 2세가 분명한 법정추정상속인이 될 것을 제안하였다. 이는 처음으로 독일 지배자가 이탈리아 땅에서 선출된 것이었다. 의회가 결론을 마친 뒤, 오토 3세는 독일왕들의 전통적인 즉위식 거행 장소인 아헨에서 즉위를 하기 위해 알프스산맥을 건너갔다. 오토 2세는 무슬림들과의 군사 활동 문제로 이탈리아에 있었다. 하지만 중부 이탈리아에 있을 당시 오토 2세는 983년 12월 7일에 급사하였고, 로마의 성 베드로 대성전에 묻혔다.
오토 3세는 아버지가 죽은 지 3주 뒤인 983년 크리스마스 때 마인츠 대주교 빌리기스와 라벤나 대주교 요한 10세 등을 통해 독일왕으로 즉위하였다. 오토 2세의 사망 소식은 아들의 즉위가 이뤄진 지 얼마 안 되어 독일에 처음으로 도착했다. 이탈리아 남부 및 제국의 동부 국경 지역에서 일어난 슬라브족들의 봉기 등 해결되지 않은 문제들은 제국의 정치적 상황을 극도로 불안정하게 하였다. 왕위에 미성년자가 오르면서, 제국은 혼란에 빠지게 되었고 오토 3세의 어머니 테오파노가 어린 아들을 대신해 섭정 역할을 취하였다.

## 유군 시절

### 하인리히 2세의 섭정 시기

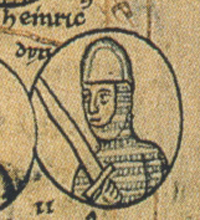
983년부터 984년까지 오토 3세의 섭정을 맡았던 바이에른 공작 하인리히 2세. 직접 왕위에 오르기 위한 반란이 실패하자, 하인리히 2세는 오토 3세의 어머니 테오파노에게 섭정권을 넘겨야만 했다.

오토 3세의 친척 하인리히 2세는 반란이 실패한 뒤에 976년에 오토 2세에 의해 바이에른 공작위에서 폐위당하고 위트레흐트 주교국에 감금되어 있었다. 오토 2세가 죽은 뒤, 하인리히는 풀려났다. 오토 3세의 가장 가까운 오토 왕조 출신 남자 친척이었던, 하인리히 2세는 유가기에 불과했던 친척에 대한 섭정권을 주장하였다. 쾰른 대주교 바린은 별다른 반대 없이 하인리히 2세에게 섭정권을 부여하였다. 오토 3세의 어머니 테오파노가 오토의 조모인 황태후 이탈리아의 아델라이드 그리고 이모인 크베들린부르크의 수녀원장 마틸다 등과 더불어 이에 반대했었을 뿐이었다. 하지만 아델라이드와 마틸다 모두 이탈리아에 있었기에 자신들의 반대 의견을 개진할 수 없었다.
섭정으로서, 하인리히 2세는 어린 주군의 후견자로서는 덜 집중하고 왕위에 오르는 행동을 취했다. 오리악의 게르베르에 따르면, 하인리히 2세는 비잔티움 제국 방식의 공동 왕권 통치를 채택하였다. 984년 끝을 앞두고, 하인리히 2세는 제국 내 주요 인사들과 동맹을 형성하려 했는데, 그 중에 주요 인물로는 친척인 프랑스의 로타르가 있었다. 하인리히 2세가 독일왕이 되는 것을 로타르가 동의하는 대가로, 하인리히 2세는 로타르에게 로타링기아를 내주기로 합의하였다. 이 둘은 브라이자흐를 장악하기 위해 985년 2월 1일에 군대를 합류시키기로 동의했으나, 막판에 하인리히의 의지가 변심하였다. 그럼에도 로타르는 독일땅으로 공세를 이어나갔고 985년 3월경에는 베르됭을 돌파하는 데 성공하였다.
하인리히 2세는 어린 오토 3세를 데리고 작센으로 향하였다. 그곳에서, 하인리히 2세는 마그데부르크에서 985년 종려주일을 기념하기 위해 독일 왕국의 모든 대귀족들을 초청하였다. 이때 그는 독일 왕위에 대한 그의 왕위 주장을 대대적으로 벌였으나, 제한된 성공만을 거뒀다. 그의 주장에 호응한 이들로는 폴란드 공작 미에슈코 1세와 보헤미아 공작 볼레슬라프 2세가 있었다. 하인리히 2세는 또한 트리어 대주교 에그베르트, 마그데부르크 대주교 기질러, 메츠 주교 디트리히 등의 지지도 받았다.
하인리히의 주장을 반대한 이들은 그에 대한 모의를 꾸미기 위하여 작센의 크베들린부르크로 달아났다. 하인리히가 이 공모 사실을 알게 되자, 그는 이 반대를 꺾기 위하여 군대를 크베들린부르크로 이동시켰다. 하인리히 2세는 공모 모의자들과 강화 협상을 맺어보기 위해 자신보다 앞서 위트레흐트 주교 폴크마르를 보냈다. 이 협상은 공모자들이 오토 3세 외에 그 누구한테 충성의 맹세를 하기를 거부하면서 실패하였고, 작센 공작 베른하르트 1세는 어린 왕에 대한 충성심을 지켰다. 작센에 대한 지배권을 확보하는 데 실패함에 따라, 하인리히 2세는 장래에 평화 협상을 하기로 결정하고 바이에른 공국으로 향했다. 바이에른 지역과 그의 가문이 오랜 관계를 이어나가고 있었기에, 많은 주교들과 백작들은 그를 왕위에 대한 정당한 후계자로 받아들였다. 오토 3세한테 작위를 받았던 바이에른 공작 하인리히 3세는 하인리히 2세를 인정하는 것을 거부하고 오토 3세에 대한 충성심을 유지하였다.
작센 및 바이에른 지역에서 성공과 실패로, 하인리히의 왕위 주장은 독일 왕들의 직할지였던 프랑켄 공국의 지지를 얻는 데 의지하였다. 마인츠 대주교 빌리기스 (독일 수석 대주교)와 슈바벤 공작 콘라트 1세 등이 이끌었던 프랑켄 귀족들은 오토 3세를 저버리는 것을 거부하였다. 전면적인 내전 발발을 우려한, 하인리히 2세는 985년 6월 29일 오토 3세에게 오토의 어머니와 조모 등과 공동 섭정권을 내주었다. 항복에 대한 대가로, 하인리히 2세는 신임 케른텐 공작이 된 하인리히 3세를 대신하여 바이에른 공작으로 복위되었다.

### 테오파노 섭정

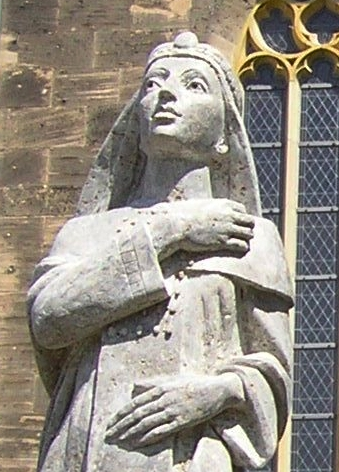
984년부터 사망한 991년까지 섭정으로 활동한 오토 3세의 어머니 테오파노.

984년부터 사망한 시기인 991년까지 이어진 테오파노 섭정 시기는 내부 반란이 많은 부분을 차지하였다. 그녀는 남편인 오토 2세가 981년에 마그데부르크 대교구에 흡수시킨 메르제부르크 교구를 복구시키기 위하여 임기 내내 고군분투했었다. 테오파노는 또한 오토 2세의 궁중 담당 사제들에, 힐데스하임 백작 베른바르트 그리고 마인츠 대주교로서 직권상 독일의 대제상이던 빌리기스를 유지하였다. 테오파노가 섭정이기는 하였으나, 빌리기스에게는 왕국을 관리하는 상당한 재량이 부여됐다. 황후의 가장 큰 업적 중 하나는 보헤미아 공작 볼레슬라프 2세를 오토 3세 정권을 받아들이도록 하면서 보헤미아를 독일의 패권 하에 있도록 유지시켜 낸 것이었다.
986년에 5세였던 오토 3세는 크베들린부르크에서 부활절을 지냈다. 독일의 주요 네 공작 (바이에른의 하인리히 2세, 슈바벤의 콘라트 1세, 케른텐의 하인리히 3세, 작센의 베른하르트 1세) 역시도 어린 왕에게 경의를 표하였다. 936년 오토 1세 때, 961년 오토 2세 때 행해진 유사한 예식들을 모방하며, 이 공작들은 각각 오토 3세의 예식상의 궁내관, 시종관, 잔지기, 원수 역할을 하였다. 이 행위는 오토 3세에 대한 공작의 충성심과 그를 위하여 기꺼이 움직이겠다는 마음 가짐을 상징화 한 것이었다. 주목할 점은 하인리히 2세의 순종으로, 그는 불과 2년 전에 반란을 실패했으나 친척에게 충성심을 보여주었다. 6세가 된 다음 해부터, 오토 3세는 히델스하임의 베른바르트와 제르베르 도리악한테서 교육을 받았다.
테오파노 섭정 기간, 간데르스하임 수도원과 그 토지 소유권을 두고 '간데르스하임 분쟁'이 발발하였다. 마인츠 대주교와 힐데스하임 주교 모두 다 이 수도원에 대한 권한을 요구하였으며, 이 권한에는 이 수도원의 수녀들의 지명권도 포함했었다. 이 분쟁은 오토 3세의 누이 소피아가 이 간데르스하임 수도원의 수녀가 된 989년에 일어났다. 소피아는 힐데스하임 주교의 권위를 받아들이는 것을 거부하였고 대신에, 마인츠 대주교의 권위만을 받아들였다. 이 분쟁은 고조되다가 오토 3세와 테오파노의 궁정까지 이어졌다. 왕실의 개입으로 양 측의 긴장 상태가 완화되었는데 양 측의 주교들이 소피아를 도유(塗油)하는 한편 수도원의 남은 수녀들을 도유하는 것은 힐데스하임 주교가 단독으로 진행하기로 하였다.
989년에 테오파노와 오토 3세는 로마에 있는 오토 2세의 무덤을 방문하러 이탈리아로 향하였다. 알프스를 넘어 북부 이탈리아의 파비아에 도착한 뒤, 황후는 오랜 기간 절친인 요안니스 필라가토스를 피아첸차 대주교로 임명하였다. 이탈리아에서 1년을 보낸 뒤, 독일로 돌아왔고, 테오파노는 네이메헌에서 991년 6월 15일 31세의 나이로 사망했다. 그녀는 쾰른의 성 판탈레온 교회에 묻혔다.
오토 3세ㅏ 여전히 어렸기 때문에 (어머니가 죽을 당시 7세에 불과했다), 그의 조모인 이탈리아의 아델라이드 황태후가 마인츠 대주교 빌리기스와 함께 984년에 통치를 할 만큼 나이를 먹을 때까지 섭정이 되어주었다.

### 단독 통치
오토 3세가 나이가 들면서, 조모의 권한은 오토가 14세가 된 994년까지 점차 줄어들었다. 994년 9월 졸링겐에서 열린 제국의회에서, 오토 3세는 섭정 없이 왕국을 온전히 통치할 수 있는 권한이 부여되었다. 이를 통하여, 아델라이드는 알자스의 셀즈강에 그녀가 세운 수녀원으로 은퇴하였다. 비록 그녀는 수녀가 되지는 않았으나, 여생을 교회 일과 자선 행위를 하며 보냈다. 오토 3세가 혼인을 하지 않았기에, 995년부터 997년까지 누이인 소피아가 그와 동행하여 동생의 배우자 역할을 대신하였다.
단독 통치자로서 오토 3세의 첫 행동 중 하나는 쾰른의 헤리베르트를 이탈리아 재상으로 임명한 것이었는데, 그는 직위를 1002년에 오토가 사망할 때까지 유지하였다. 오토 3세는 재위 시작 시기 때 조부인 오토 1세의 행보를 따랐으며, 신임 교황 그레고리오 5세를 임명하고 로마를 떠난 것이었다. 그레고리오 5세는 축출당하고 오토 3세는 998년에 로마로 돌아와 죽을 때까지 영구히 머물렀다. 995년 여름에, 오토는 아버지 오토 2세가 비잔티움의 테오파노와 혼인함으로써 왕위를 확고히 한 것 같은 예시를 따라, 비잔티움 제국의 황녀와 결혼 주석을 위한 대표자로 피아첸차 대주교 요안니스 필라가토스를 콘스탄티노플로 보냈다. 한동안 그 결혼 주선 대상자가 조이 포르피로게니타였을 것이다.

### 슬라브족과의 전쟁

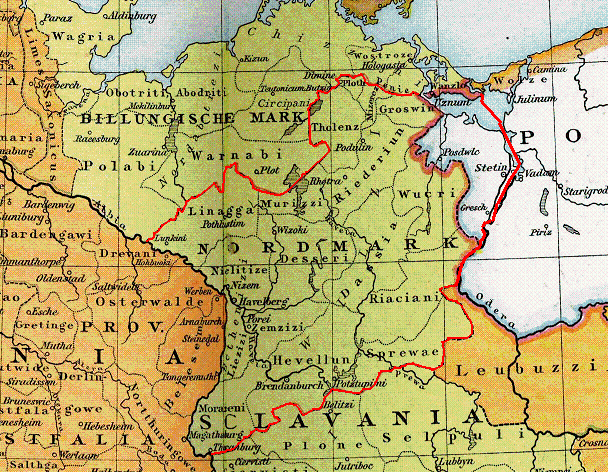
북방변경 (붉은색 선 범위)과 빌룽 변경은 983년에 일어난 슬라브족 대봉기로 제국이 포기하였다.

서슬라브족계 폴라비아 부족들의 루티치 연맹은 오토 3세의 재위 초에는 잠잠히 있었으며, 심지어는 하인리히 2세의 실패로 끝나고 만 반란 시기에도 잠자코 있었다. 983년에, 스틸로 전투에서 오토 2세가 패하자 신성 로마 제국의 지배권에 맞서 슬라브족들이 반란을 일으켜, 제국은 북반변경과 빌룽 변경 등 엘베강 동쪽의 영토를 포기해야만 했다. 기독교화 진전이 멈추자, 슬라브인들은 제국과 평화 상태에 돌입했고, 테오파노는 하인리히 2세의 반란이 진압되자, 985년을 시작으로 상실한 동방 영토를 되찾기 위한 다수의 군사 활동을 계시하였다. 오토는 겨우 6살에 불과했을 당시 몸소 이 군사 활동에 참전했었다. 986년 원정 시기 때, 오토 3세는 폴란드 공작 미에슈코 1세의 충성의 맹세를 받았는데, 그는 제국군에게 군사적 도움을 주었고 오토 3세에게는 낙타 한 마리를 선물로 주었다. 루티치 연맹이 987년에 항복은 하였으나, 이들은 어린 왕의 이목을 계속해서 끌었다.
오토 3세가 11살이던 991년 9월에, 슬라브족 약탈자들이 브란덴부르크를 점령하였다. 992년에 바이킹 약탈자들의 발발과 더불어 이 침공은 오토 3세로 하여금 침입자들에 맞서 군대를 이끌게 하였으나, 이 군사 활동 중에 대패를 당하고 말았다. 다음 해에, 독일은 기근과 역병의 시기를 마주하였다. 994년과 995년에, 오토 3세는 북방의 슬라브족과 바이킹을 별 소득 없는 군사 원정을 벌였지만, 993년에는 브란덴부르크를 탈환하는 데는 성공했고, 995년에는 오보트리티 슬라브족들을 굴복시켜냈다.
995년 가을에, 오토 3세가 성인이 되자, 그는 다시 루티키 연맹과 전쟁에 돌입하였고, 이때는 폴란드의 용감공 볼레스와프 1세의 도움을 받았다. 997년에 그는 엘베강의 아르네부르크에 대한 루티치 연맹의 공격으로 인해 일시적으로 점령된 이 도시 문제를 해결해야만 했다.

## 신성 로마 황제

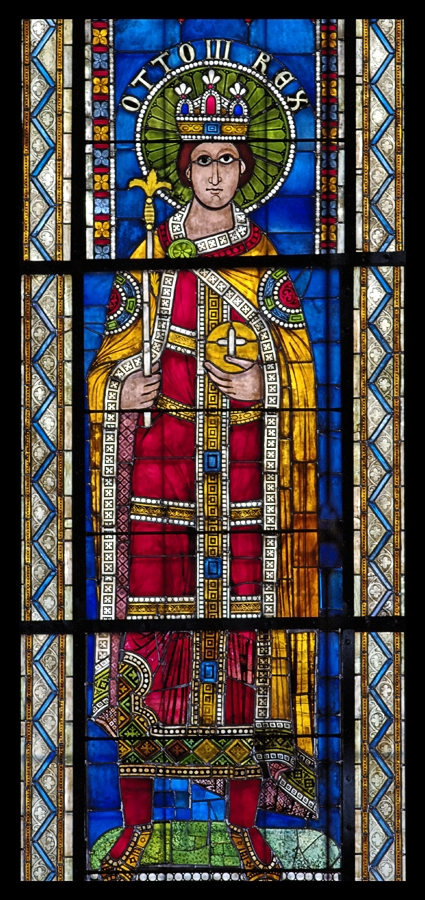
스트라스부르 대성당에 있는 오토 3세를 묘사한 12세기 스태인드 글라스

### 로마의 불안정
오토 2세는 983년 12월에 갑작스럽게 죽기 앞서 피에트로 카네판노바를 교황으로 임명하였다. 스스로를 교황 요한 14세라 칭하던 카네판노바는 이탈리아에서 오토 2세의 재상 역할을 수행했었던 롬바르디아 출신의 비로마 출신 인물이었다. 오토 2세가 죽은 뒤, 요한 14세는 섭정권을 두고 바이에른의 하인리히 2세와 테오파노 간의 분쟁에 개입하여, 하인리히는 섭정권을 오토의 어머니에게 넘기라는 포고를 발표하였다.
이러한 혼란 시기 동안, 로마의 귀족 사회에서는 비로마 출신의 요한 14세를 몰아내고 자신들 사이에서 교황을 세울 기회를 포착하였다. 비잔티움 제국에서 9년간 망명 생활을 했던 대립 교황 보니파시오 7세는 이탈리아 남부의 비잔티움 귀족들의 군대와 합류하여 교황 자리를 차지하기 위해 984년 4월 로마로 진격하였다. 크레스켄티우스 1세의 아들들인 크레스켄티우스 2세와 크레스켄티우스 3세의 도움으로, 보니파시오 7세는 하드리아누스 영묘에 요한 14세를 감금시킬 수 있었다. 네 달 뒤인, 984년 8월 20일에, 요한 14세는 구금 중에 아사하거나 또는 아마 보니파시오의 명령으로 독살당하였다.
독일에서 오토의 섭정 기간이 있는 동안, 크레스켄티우스 2세는 '파트리키우스 로마노룸'(로마인들의 파트리키)라는 칭호를 얻고 로마의 사실상의 통치자가 되었으나, 그는 스스로를 오토 왕의 부관이라 나타내며 중앙 권력과 완전히 독립적으로 행동하지 않았다. 보니파시오 7세가 985년에 죽자, 교황 요한 15세가 그의 후임자로 선출되었다. 이 선출의 자세한 내용들은 알려져 있지 않으나, 크레스켄티우스 2세가 이 과정에서 중대한 역할을 했을 것으로 보인다. 여러 해에 걸쳐서, 크레스켄티우스 2세는 로마시에 권한을 행사하였고, 그 과정에서 교황의 자율권을 심각히 제한시켰다. 테오파노 황후가 989년과 991년 사이에 로마에 있던 동안, 크레스켄티우스 2세는 표면상으로는 그녀에 복종했으나, 그는 로마의 지배자로서 그의 지위를 유지했었다.

### 첫 이탈리아 여정

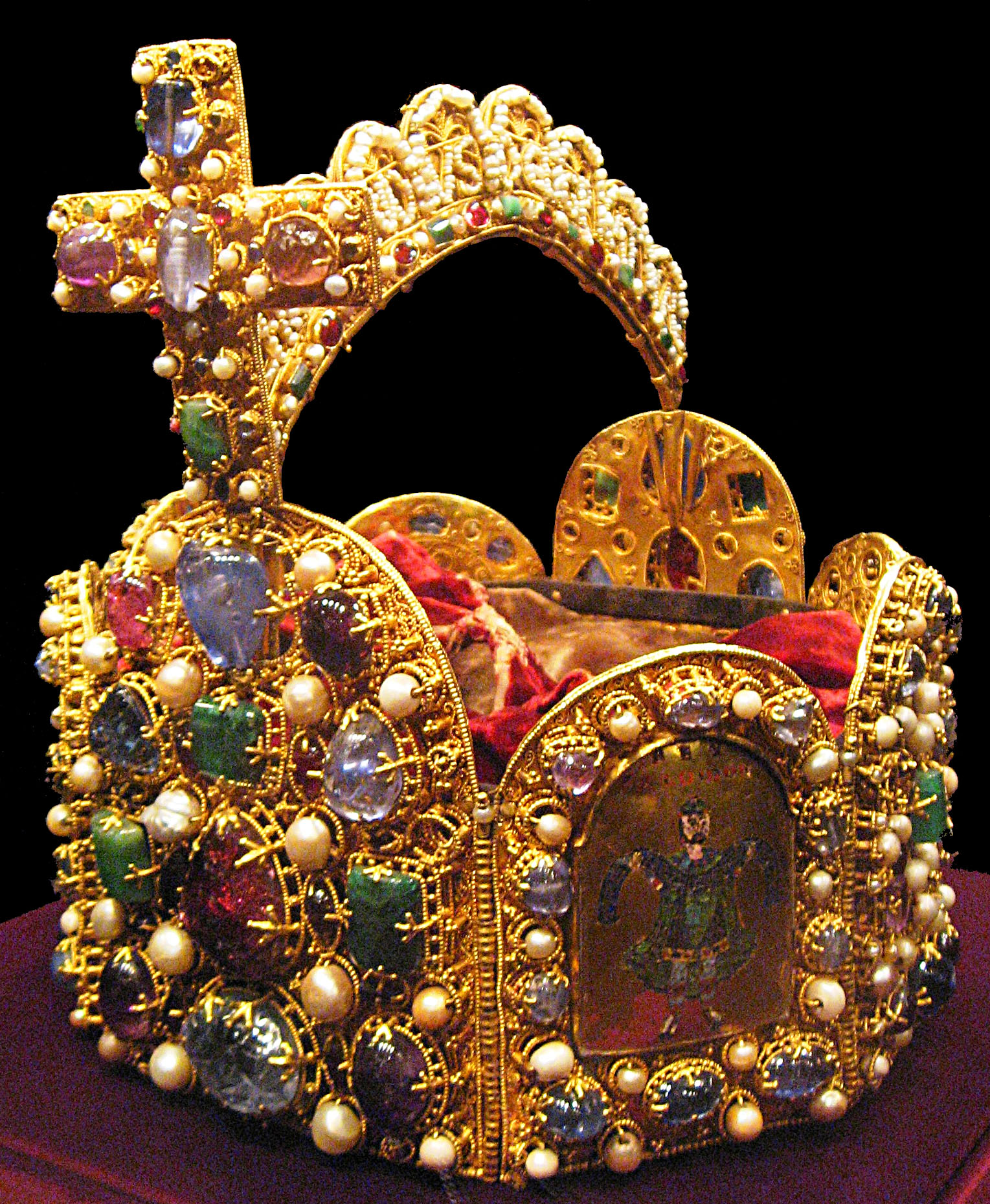
신성 로마 제국의 제국관. 오토 3세는 994년에 교황 그레고리오 5세한테서 신성 로마 황제로 즉위되었다.

994년에 독일왕으로 즉위한 이후로, 오토 3세는 처음으로 슬라브족들의 반란에 대응했고, 이를 진압한 뒤, 크레스켄티우스 2세를 통해 이탈리아 내 권력을 장악하려 했다.
오토 3세가 이탈리아로 관심을 돌렸을 당시, 그는 신성 로마 황제로 즉위할 의도뿐만 아니라 로마에서 도피하고 있었던 교황 요한 15세를 도우려 했다. 오토는 996년 3월 라티스보나에서 이탈리아로 출발하였다. 베로나에서 그는 베네치아 도제 피에트로 2세 오르세올로의 아들인 오토 오르세올로의 후원자가 되었다. 그러고 난 뒤 그는 오토 오르세올로를 차기 베네치아 도제로서 후원하기로 서약하였으며, 이는 오토 2세 시절의 분쟁의 시기를 끝내고 신성 로마 제국과 베네치아 공화국 간 좋은 관계의 시기로 이끌었다.
996년 부활절 파비아에 도착한 오토 3세는 이탈리아의 왕으로 선포되었고 랑고바르드의 철관을 머리에 썼다. 하지만 교황 요한 15세가 열병으로 죽기 전 로마에 도착하지는 못 했다. 오토 3세가 파비아에 있는 동안, 왕이 로마로 진격하는 것을 두려워한 크레스켄티우스 2세는 오토 3세와 화해하고 그의 지명자를 교황으로 받아들이기로 동의하였다.
라벤나에 있던 시절, 오토 3세는 겨우 23세밖에 안 되던 자신의 친척이자 궁중 사제인 브루노를 후보로 세워, 빌리기스 대주교와 함께 로마로 보냈다. 996년 5월 초, 브루노는 최초의 독일 국적 교황인 그레고리오 5세라는 이름으로 대관식을 치렀다. 오토 3세에게 항복하기는 했으나, 크레스켄티우스는 보복의 두려움으로 가문의 요새였던 하드리아누스 영묘에서 틀어박혀 있었다.
신임 교황은 오토 3세에게 996년 5월 21일 로마의 성 베드로 성당에서 신성 로마 황제 대관식을 치러주었다. 황제와 교황은 그 뒤 5월 25일에 성 베드로 대성당에서 신성 로마 제국의 최고 법원으로서 열린 시노드를 주최했다. 요한 15세에게 반란을 일으켰던 로마 귀족들은 당시 행위들의 대한 설명을 하기 위해 시노드에 소환되었다. 크레스켄티우스 2세를 포함해 다수의 반란 귀족들은 범죄 행위로 추방형을 선고 받았다. 하지만 교황 그레고리오 5세는 자신의 교황 임기를 자비로운 행위로 시작하기를 바랐고 황제에게 관대한 처분을 부탁하여, 오토는 유죄를 내린 이들에게 사면을 선포하였다. 특히나 크레스켄티우스 2세는 오토 3세에게 사면을 받는 한편, 파르티키우스라는 칭호를 박탈당하였지만 로마에서 여생을 보내는 것을 허용되었다.
시노드에 따라, 오토 3세는 렝스의 대주교 오리악의 제르베르를 자신의 교사로 임명하였다. 제르베르와 프라하의 아달베르트 주교의 조언을 받은, 오토 3세는 제국을 개편하기로 하였다. 고대 로마의 유적 및 아마 그의 비잔티움 출신 어머니의 영향을 받아, 오토 3세는 자신을 신권 국가의 지도자로 둔 채, 로마 제국의 영광과 힘을 복원하는 꿈을 꾸었다. 그는 또한 몇 가지 비잔티움의 궁정 관습을 도입하였다. 이탈리아 내 자신의 권력을 강화하기 위해, 오토 3세는 이탈리아 내 종교 지역 사회들의 지원을 하기도 하였다. 예시로, 그는 토스카나 지방 비엔티나호수를 따라 있는 부유한 수도원인 산살바토레 수도원에 대한 면책특권을 부여했다.
그레고리오 5세 선출로, 오토 3세는 조부인 오토 1세가 몇 십년 전에 했던 것보다 교회에 더 많은 지배력을 행사하였다. 그는 재빨리 오토 1세가 부여한 성좌의 특권에 대한 황제의 지원을 철회하려는 의도를 표하였다. 오토 1세가 발표한 오토 헌장 하에서, 신성 로마 황제는 교황 후보자들에 대한 거부권만을 행사할 수 있었다. 하지만 오토 3세는 후보자들을 지목하고 자신이 지목한 후보자를 교황으로 세웠다. 또한 그는 콘스탄티누스의 기증을 인정하기를 거부하였고, 이를 위조된 것이라 선언하였다. 이른바 로마 황제 콘스탄티누스 대제가 공표했다고 하는 이 문서에 따르면, 교황은 서유럽에 대한 세속적 권한을 부여받았었다. 오토 3세의 행보들은 전통적으로 자신들 중에 교황을 지목할 수 있는 권한을 갖고 있었던 로마 귀족 및 교회에 긴장감을 불러일으켰다.
대관식을 마친 뒤, 오토 3세는 996년 12월 독일로 돌아가, 997년 4월까지 니더라인 (특히 아헨)을 따라 머물렀다. 이 기간 그의 활동에 대해 상세한 내용은 알려져 있지 않다. 997년 여름에, 오토 3세는 작센 지역의 동쪽 국경을 안정시키기 위해 엘베강의 슬라브족을 상대로 군사 활동을 벌였다.

### 두 번째 이탈리아 여정

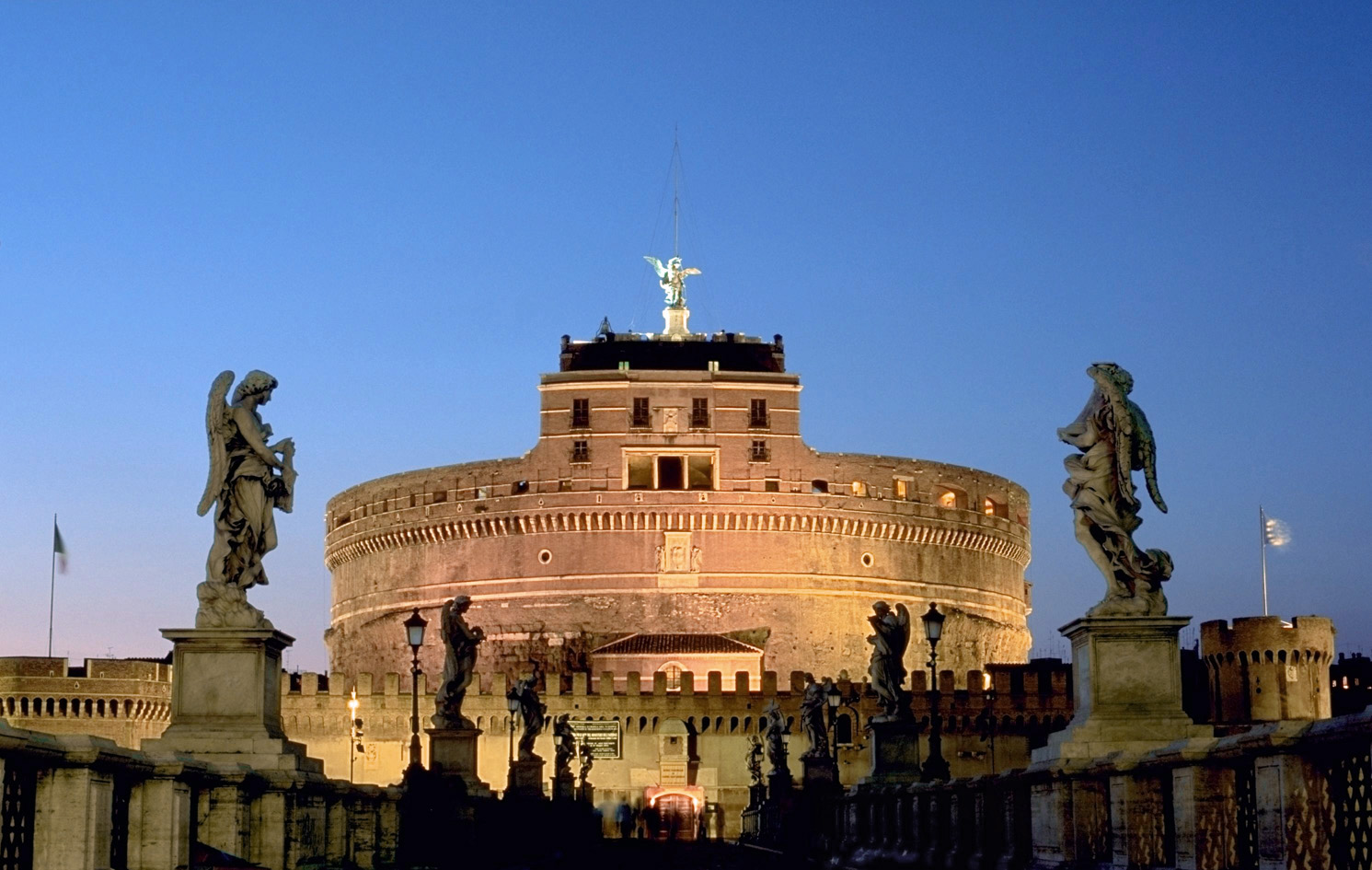
크레셴치 가문의 요새이던 하드리아누스 영묘는 998년 오토 3세에게 포위를 받았다. 오토 3세의 병사들은 이 요새를 돌파하여 반란을 일으킨 크레스켄티우스 2세를 처형하였다.

오토 3세가 이탈리아에서 독일로 향할 때, 로마 내 상황은 불안정하였다. 996년 9월에, 오토 3세한테서 사면을 받은 지 몇 달 만에, 크레스켄티우스 2세는 새롭게 임명된 교황 그레고리오 5세를 폐위시킬 계획을 꾸미기 위해 테오파노 황후의 옛 조언자이자 피아첸차 대주교인 요안니스 필라가토스와 접촉하였다. 997년에, 비잔티움 황제 바실리오스 2세의 왕성한 지원을 받아, 크레스켄티우스 2세는 그레고리오 5세에 대한 반란을 주도하여, 그를 폐위시키고 요안니스 필라가토스를 997년 4월에 대립 교황인 교황 요한 16세로 세웠다. 그레고리오는 북부 이탈리아의 파비아로 달아났고, 시노드를 열어 요안니스를 파문하였다. 신임 피아첸차 주교 지그프리트는 7월 에쉬베게에서 오토를 만나러 북쪽으로 향하였다. 오토는 피아첸차를 피아첸차 백국에서 분리시킨 뒤 영속적으로 피아첸차 주교에게 부여하였다.
작센 동부에서 슬라브족 세력을 제압시킨 뒤, 오토 3세는 997년 12월에 이탈리아로 두 번째 행보를 시작하였다. 이탈리아에 누이인 소피아로 동행한 오토 3세는 이모인 크베들린부르크 수도원장 마틸다를 독일 섭정으로 임명하며, 공작이나 주교가 섭정을 맡은 최초의 케이스가 되었다. 오토 3세는 로마 귀족들이 강화 조약을 받아들이며 998년 2월에 유혈 사태 없이 로마를 탈환하였다. 로마가 오토 3세의 지배 하에 있게 되며, 그레고리오 5세는 교황으로 복위되었다. 요한 16세는 도망쳤지만, 황제의 군사가 그를 추적하여 붙잡아, 코와 귀를 잘라내고, 혀를 자른 다음 손가락을 부러트리고 눈을 멀게 한 다음에 재판을 위해 오토 3세와 그레고리오 5세 앞에 끌려왔다. 로사노의 성 닐로의 전구 기도가 열리던 때, 오토 3세는 닐로와 동향인 요한 16세의 목숨을 살려주었고 그를 독일의 수도원으로 보냈는데, 그는 그곳에서 1001년에 사망했다.
크레스켄티우스 2세는 크레셴치 가문의 전통적인 요새인 하드리아누스 영묘로 다시 달아났으나, 오토 3세의 군대에게 포위를 당하였다. 4월이 끝나갈 쯤, 이 요새는 돌파당하였고, 크레스켄티우스 2세는 붙잡혀 참수당하였다. 그의 시신은 몬테 마리오에 대대적으로 전시되었다.

### 로마 집권 시대
오토 3세는 로마를 제국 행정의 중심지로 바꾸고 정교한 로마의 관습 및 비잔티움의 궁정 의례를 부활시켰다. 이탈리아에 있는 동안, 황제와 교황은 교회를 개혁하려했고, 몰수된 교회 재산은 각 기관들에 반환되어다. 더군다나, 메르제부르크 주교국의 폐지를 주도한 자 중 한 명이었던 할버슈타트 주교가 996년 11월에 죽은 뒤, 오토 3세와 그레고리오 5세는 메르제부르크 주교국의 복원을 시작하였다. 오토 1세가 폴라비아 슬라브족들을 기독교화하기 위해 헝가리인들에게 승리를 거둔 다음 978년에 이 교구를 설치했다가 오토 2세가 983년에 죽은 해에 일어난 슬라브족 대봉기 때 사실상 파괴되어 있었다.
오토 3세는 팔라티노 언덕에 황궁을 지으려 했었고 고대의 로마 원로원을 그 중요성에 맞게 부활시킬 계획을 했었다. 그는 로마시의 파트리키, 프라이펙투스 우르비, 그리고 로마법만을 받아들이라는 그의 명령을 받은 판사들의 조직을 임명시키는 등, 로마시의 고대 행정 체계를 되살렸다. 로마 제국의 황제라는 자신의 지위를 강화시키고 기독교 국가의 수호자라는 위치를 알리기 위하여, 오토 3세는 자신을 '예수 그리스도의 하인', '사도들의 하인', '로마 원로원과 인민들의 집정관', '세계의 황제' 등의 지위를 썼다.
998년과 1000년 사이에, 오토 3세는 몇 차례 순례를 떠났다. 999년, 그는 가르냐노에서 베네벤토로 향하는 순례를 떠났는데, 베네벤토에서 그는 크레스켄티우스 2세에게 안전을 약속한 뒤 처형한 것 때문에 속죄를 하기 위하여 은둔 수도사 로무알드와 수도원장 로사노의 성 네일로스 (당시 대단히 존경받던 종교 인사)를 만났다. 특히 이 순례 동안에, 그의 친척인 교황 그레고리오 5세가 질병으로 로마에서 죽고 말았다. 그레고리오 5세의 사망 소식을 듣자, 오토 3세는 그의 오랜 기간 가정 교사였던 오리악의 제르베르를 교황 실베스테르 2세로 세웠다. 실베스테르라는 명칭을 사용한 것은 이유가 있었는데 이를 통해 콘스탄티누스 대제와 함께 '기독교 제국'을 세웠다고 하는 초대 교황의 이름 상기시켰다. 또한 이는 자기 자신을 로마 제국 및 교회와 더욱 연관시키려는 계획의 일부였다.
그의 조부처럼, 오토 3세는 샤를마뉴의 후계자가 되기를 열렬히 열망하였다. 1000년에, 그는 아헨에 있는 샤를마뉴의 무덤을 방문하여, 그곳에서 있던 성유물을 로마로 옮겨왔다. 오토3세는 또한 프라하의 아달베르트 주교의 시신 일부를 황제인 그가 로마의 테베레섬에 지은 산 바르톨로메오 알리솔라 교회에 안장시켰다. 추가적으로 그는 그곳의 보관 중인 성물에 성 바르톨로메오의 가죽을 더했다.

## 동유럽 활동

### 폴란드와 관계

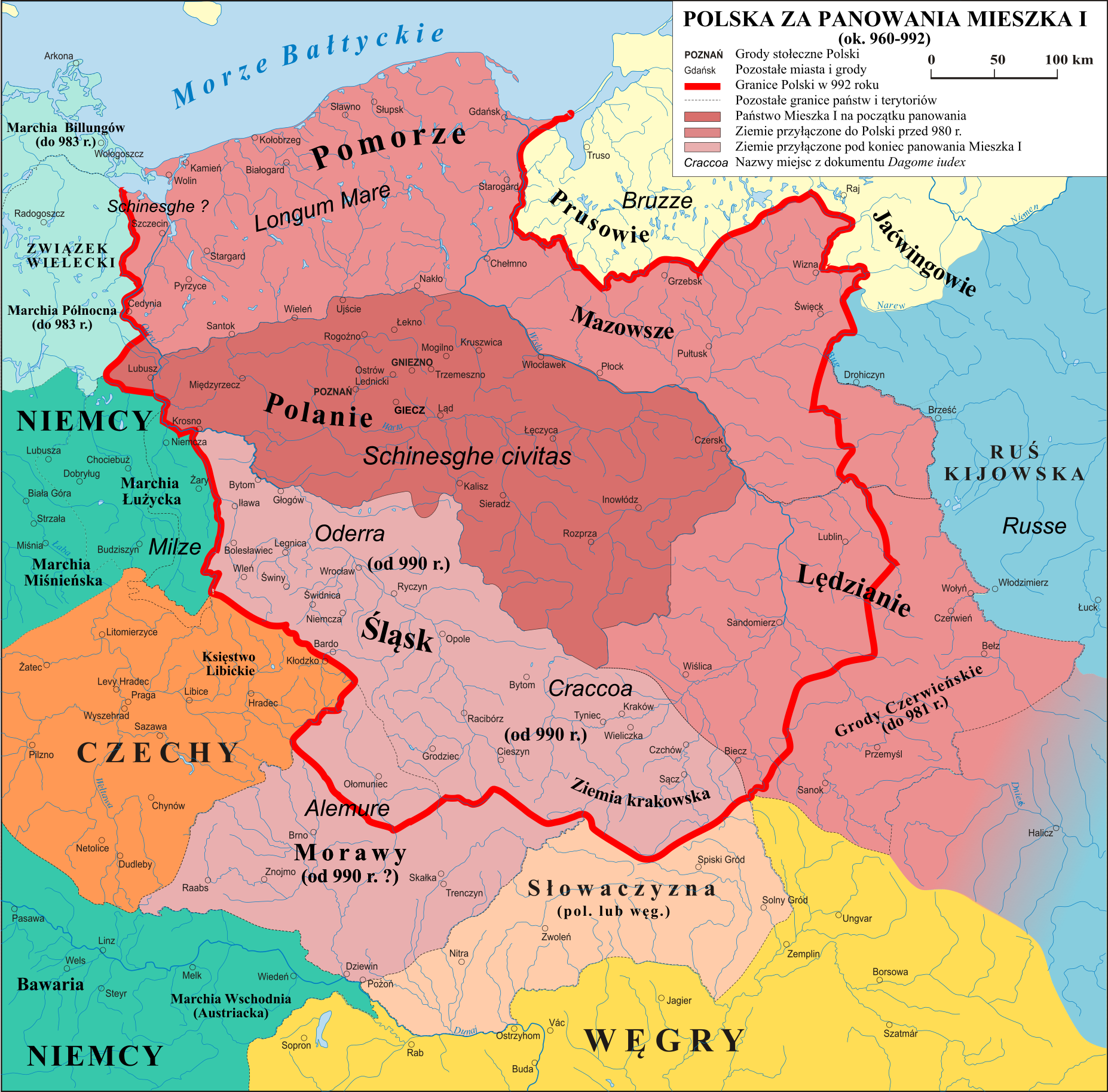
미에슈코 1세 재위 기간 폴란드.

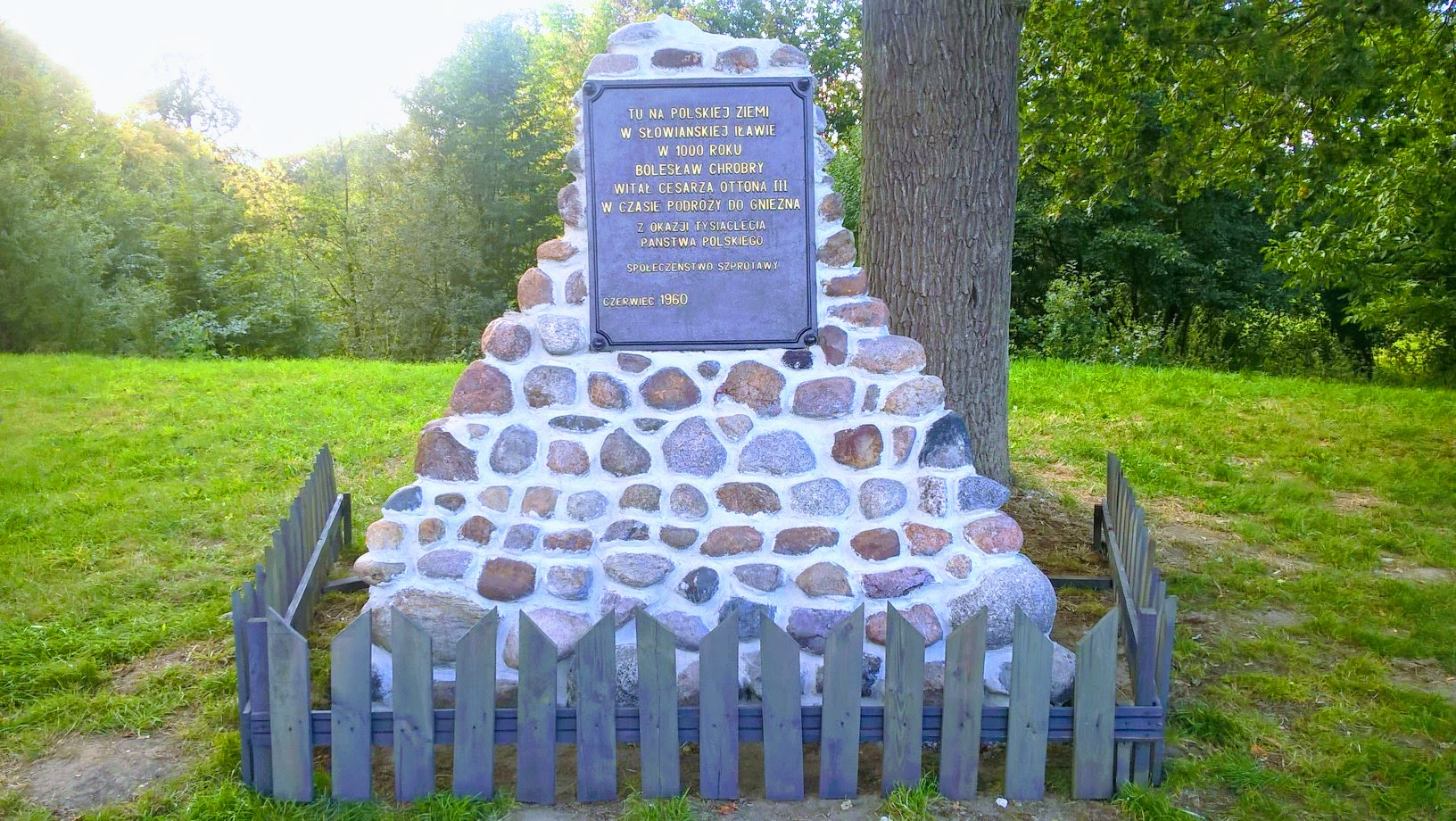
1000년 이와바 (오늘날 폴란드 슈프로타바)에서 신성 로마 황제 오토 3세와 폴란드 통치자 볼레스와프의 만남을 기념하는 기념비.

960년경, 미에슈코 1세 재위 기간 폴란드계 피아스트 왕조는 엘베강을 따라 살던 폴라비아 슬라브족을 정복하려는 노력 끝에 폴란드 공국을 오데르강 너머로 넓혔다. 이는 폴란인들을 독일의 세력권 및, 폴라비아 슬라브인들을 정복하기를 바라던 오토 1세의 독일 왕국과의 분쟁으로 이끌었다. 오토 1세는 폴란드에게 위협을 알리기 위해 신임하는 부관 작센의 변경백 게로를 보내는 한편, 본인은 신성 로마 황제로 즉위하기 위해 이탈리아로 향했다. 게로는 963년에 미에슈코 1세를 패배시키고 오토 1세를 주군으로 인정하게끔 하였다. 신성 로마 황제에게 충성을 하는 대가로, 오토 1세는 미에슈코 1세에게 '아미쿠스 임페라토리스'(amicus imperatoris, 황제의 친우)라는 칭호를 내리고 '둑스 폴로니아이'(폴란드 공작)라는 지위를 승인해주었다.
미에슈코 1세는 오토 1세 생전에 그의 강력한 동맹으로 남아 있었다. 그는 978년에 작센 변경백 할덴슬레벤의 디트리히의 딸 오다와 혼인, 그리고 마이센 변경백 리크다크의 딸을 자신의 아들 볼레스와프 1세와 혼인시키며 신성 로마 제국과의 동맹을 강화하였다. 이교도이던 시절 미에슈코 1세는 965년에 볼레슬라프 1세의 기독교인 딸 도브라바와 혼인했을 것이고 966년에 기독교로 개종했을 것이며, 폴란드를 기독교 국가인 보헤미아 및 신성 로마 제국과 더욱 친밀하게 하였다. 973년에 오토 1세가 죽자, 미에슈코 1세는 977년 하인리히의 실패한 반란 당시에 오토 2세에 맞서 바이에른 공작 하인리히 2세의 편에 섰다. 반란이 진압되자, 미에슈코 1세는 오토 2세에게 충성을 맹세했다. 오토 2세가 983년에 갑작스럽게 죽고 겨우 세 살이던 오토 3세가 즉위하자, 미에슈코 1세는 독일 왕위를 노리는 하인리히 2세를 다시 한번 지원하였다. 하인리히의 반란이 실패하자, 미에슈코 1세는 오토 3세에게 충성을 맹세했다.
미에슈코 1세의 아들 볼레스와프 1세가 992년에 공작 자리를 이어받았고, 폴란드는 제국과의 동맹을 이어나갔다. 폴란드 군대는 980년대와 990년 기간 폴라비아의 루티치 연맹이 주도한 슬라브 대봉기를 진압하는 제국의 군사 작전에 동참했다.

### 보헤미아와 관계
독일과 보헤미아 공국은 929년에 중대한 접촉을 하게 되는데, 독일 왕 하인리히 1세가 보헤미아 공작 바츨라프 1세가 독일에 정기적인 공물을 바치게 하도록 보헤미아를 침공한 것이었다. 바츨라프 1세가 935년에 암살당하면서, 그의 형제인 볼레슬라프 1세가 공작 자리를 이어받았고 독일에 해마다 공물을 바치는 걸 이어나가기를 거부하였다. 이 행위는 하인리히 1세의 아들이자 후임자인 오토 1세가 보헤미아를 침공하게끔 하였다. 초창기의 공격 이후로, 양국의 분쟁은 950년까지 계속된 국경 약탈로 변질되다가 오토 1세와 볼레슬라프 1세가 강화 조약을 맺으며 마무리되었다. 볼레슬라프 1세는 공물을 바치는 걸 재개하고 오토 1세를 군주로 받아들이기로 동의하였다. 보헤미아는 이때부터 신성 로마 제국의 구성 국가로서 흡수되었다.
보헤미아는 신성 로마 제국의 동부 국경에서 벌어진 여러 전투에서 중요한 역할을 했을 것이다. 볼레슬라프 1세는 오토 1세가 953년 엘베강 하류를 따라 일어난 슬라브인들의 반란을 진압하는 걸 도왔으며, 955년에는 레히펠트 전투에서 헝가리군을 격퇴시키기 위해 제국군에 다시 한번 합류했다. 973년에 오토 1세는 체코 땅의 기독교화를 위해 마인츠 대주교구에 포함되는 프라하 주교구를 설치하였다. 보헤미아-폴란드 동맹을 강화시키기 위해, 볼레슬라프 1세의 딸 도브라바가 965년에 이교도였던 폴란드의 미에슈코 1세와 혼인하였다. 이 혼인은 폴란드의 기독교를 가져오는 데 도움을 주었다. 볼레슬라프 1세가 972년에 죽자 그의 장자인 볼레슬라프 2세가 공작 자리를 계승하였다.
977년 하인리히의 실패한 반란 당시에 오토 2세에 맞서던 하인리히 2세의 편에 섰다가, 볼레슬라프 2세는 오토 2세에게 충성을 맹세했다. 오토 2세가 983년에 갑작스럽게 죽고 겨우 세 살인 오토 3세가 계승하자, 볼레슬라프 2세는 독일 왕위를 노리는 하인리히 2세를 다시 한번 지원하였다. 977년경에, 하인리히의 반란이 실패하자, 볼레슬라프 2세는 오토 3세에게 충성을 맹세했다.

### 헝가리와 관계
955년 레히펠트에서 헝가리인들에 대한 오토 1세의 승리는 수십 년간 지속된 마자르인의 유럽 침공을 종료시켰다. 헝가리 대공 퍼이스는 이 패배 이후 퇴위하였고 서방으로부터 고립 정책을 채택한 턱쇼니가 그 뒤를 이어받았다. 그의 뒤를 그의 아들 게저가 이어받아 973년에 오토 1세에게 사절단을 보내왔다. 게저는 972년에 세례를 받았으며, 그의 재위 기간 헝가리인들한테서 기독교가 전파되었다.
게저는 도나우강과 하람강 서쪽 영역으로 그의 지배력을 확장시켰으나, 카르파티아분지 상당 지역은 여전히 토착 부족 지도자의 통치 하에 남아 있었다. 997년에, 게저가 사망하고 이슈트반 1세 (본래 이름 버이크)가 그 뒤를 이었다. 이슈트반은 프라하의 아달베르트 주교에게 세례를 받았고 하인리히 2세의 딸이자 오토 3세의 먼 조카인 기젤러와 혼인하였다. 이슈트반은 헝가리의 부계 우선 계승 전통을 기반으로 하여 게저의 왕위 계승권을 주장하는 이슈트반의 친척 코파니의 반란을 직면해야 했다. 이슈트반은 서방의 전술 및 소수의 슈바벤 기사들을 사용하여 코파니를 제압하였다.
오토 3세가 1000년에 폴란드를 방문했을 때, 그는 교황 실베스테르 2세한테서 왕관을 받아왔다. 오토 3세의 승인으로, 이슈트반은 1000년 성탄절에 초대 기독교도 헝가리 왕으로 대관식을 치렀다.

### 그니에즈노 회의

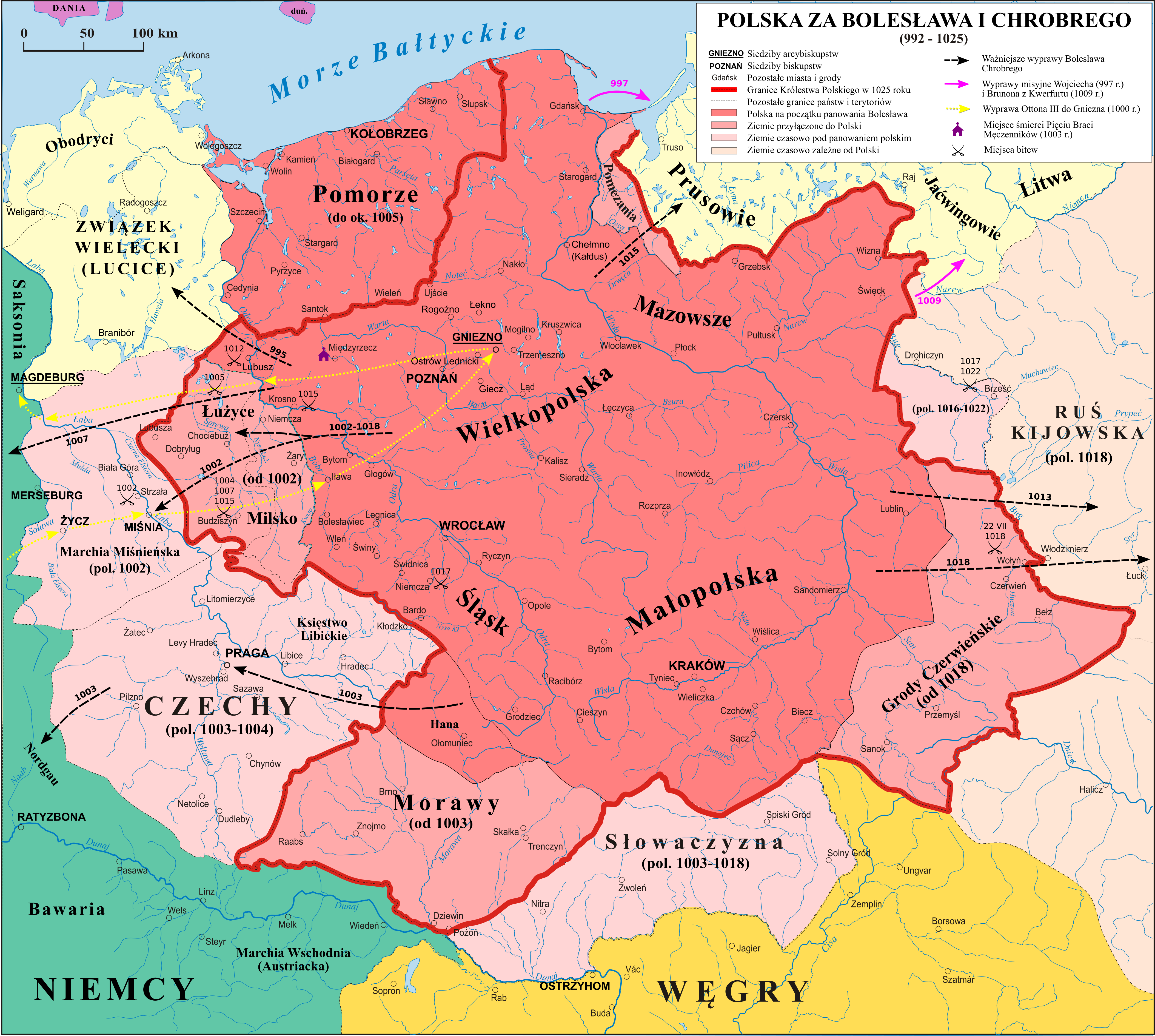
볼레스와프 1세 재위 기간 폴란드 및 오토의 그니에즈노 여정.

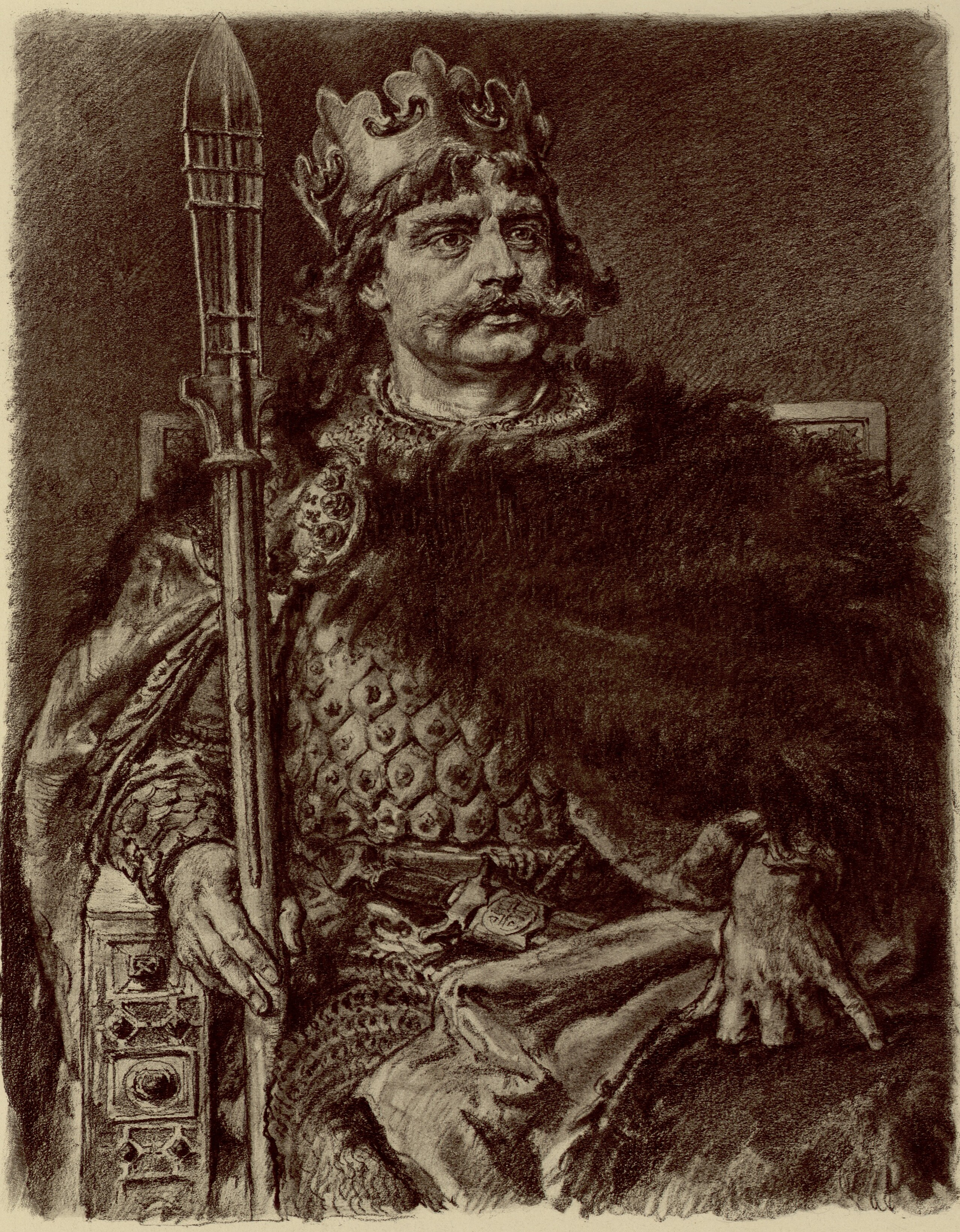
폴란드 공작 볼레스와프 1세는 그니에즈노 회의 뒤 1000년에 성창의 복제품을 수여받았다.

996년에, 폴란드 공작 볼레스와프 1세는 프라하 주교 아달베르트를 프루센들을 기독교화 하기 위해 오랜 기간 파견시켰다. 그는 997년에 선교 중 프루센들에게 순교를 하고 말았다. 프루센에게 그의 시신을 돌려받는 대가로 그 무게와 동등한 금을 보낸 볼레스와프 1세는 그의 시신을 그니에즈노에 있는 대성당에 안치시켰으며, 이곳은 폴란드의 종교 중심지가 되었다. 오토 3세와 볼레스와프 1세는 아달베르트를 시성시키기 위해 함께 활동하였고, 결국에 그를 성인이 된 최초의 슬라브계 주교로 만들어 냈다. 999년 12월에, 오토 3세는 아달베르트의 무덤에 기도를 들이기 위해 로마에서 시작하여 폴란드의 그니에즈노로 이어지는 순례를 위하여 이탈리아로 향했다.
오토 3세의 순례는 황제가 동유럽 내 기독교의 영향력을 늘리고 폴란드와 헝가리를 '페데라티'(federati, 동맹)라 부르며 이들과 유대를 강화하게 해주었다. 그니에즈노 순례 중에, 그는 마워미체 인근 보브르강 쪽 폴란드 국경에서 볼레스와프 1세에게 환대를 받았다. 1000년 3월 7일과 15일 사이에, 오토 3세는 볼레스와프 1세에게 '프라테르 에트 쿠페라토르 임페리'(frater et cooperator Imperii, 제국의 형제이자 협력자)와 '포풀리 로마니 아미쿠스 에트 소키우스'(로마의 형제이자 동맹, populi Romani amicus et socius) 등 칭호를 만들어주었다. 오토 3세는 볼레스와프에게 성창 (제국보기의 일부)의 복제품을 선물하였고 볼레스와프는 답례로 황제에게 성물인 성 아달베르트의 팔뼈를 주었다.
폴란드 방문 당시, 오토 3세는 그니에즈노를 대교구 급으로 올리고 성 아달베르트의 형제 라짐 가우덴티를 그니에즈노 첫 대주교로 임명하였다. 오토 3세는 또한 그니에즈노 대주교 밑으로 크라쿠프 교구 (포포 주교에 할당), 브로츠와프 교구 (얀 주교), 포메라니아의 코워브제크 교구 (라인베른 주교) 등 새로운 하위 교구를 설치하였다.
볼레스와프 1세는 이후에 오토 3세가 독일로 돌아가는 길을 동행하였다. 이 두 명은 아헨 대성당에 있는 샤를마뉴의 무덤을 같이 방문했다. 또한 이 둘은 볼레스와프의 아들 미에슈코 2세와 오토의 조카 로타링기아의 리헤자 간의 약혼을 주선했었다.

## 말년

### 로마 복귀

1002년에 오토 3세가 죽기 직전인 1000년경 이탈리아.

오토 황제는 별다른 활동 없이 이탈리아에서 1000년을 보냈다. 1001년에, 이탈리아 도시 티부르 사람들이 황제의 권위에 반대하며 반란을 일으켰다. 오토 3세는 티부르를 포위하고 손쉽게 반란을 진압하였으며, 거주민들의 목숨은 살려주었다. 이 행위는 티부르를 경쟁 도시이자 파괴되기를 바라던 로마 사람들을 분노케 하였다. 교황령에 대한 정책 변화로, 오토 3세는 교황 실베스테르 2세에게 로마시에 대한 행정권을 부여했으나 신성 로마 제국의 지배권 하에 있었다. 이전에, 오토 3세는 '콘스탄티누스 기증'과 '오토 헌장' 등을 부정하며 교황의 세속 지배자로서 권한들을 박탈한 바 있다.
오토의 티부르에서 행보가 벌어지고 몇 주 동안, 로마 사람들은 투스쿨룸 백작 그레고리오 1세의 주도 하에 황제에 맞선 반란을 일으켰다. 반란을 일으킨 시민들은 팔라티노 언덕에 있는 황궁에 있던 황제를 사로잡아 로마에서 쫓아냈다. 힐데스하임의 베른바르트 주교 그리고 독일의 연대기 작가 탕그마르와 동행했었던 그는 반란을 일으킨 로마인들과 평화 협상을 하기 위해 도시로 돌아왔다. 양측은 로마인들이 로마시에 대한 오토의 통치를 받아들이며 강화에 동의했으나, 불신의 감정은 남아 있었다. 황제의 조언자들은 지원 병력이 그의 안전을 보장하러 이곳에 올 때까지 도시 밖에 기다리라 주장했었다.
교황 실베스테르 2세와 동행하여 오토 황제는 산타폴리나레 인 클라세 수도원에서 보속을 하고 군대를 소집하기 위해 라벤나로 향했다. 라벤나에 있는 동안, 그는 폴란드의 볼레스와프 1세 공작의 대사들을 접대하고, 헝가리를 기독교로 개종시키기 위해 에스테르곰 대교구 설치를 하려는 헝가리의 이슈트반 1세 계획을 승인해주었다. 또한 그는 베네치아 도제 피에트로 2세 오르세올로와의 관계를 강화하였다. 996년 이래로, 오토는 피에트로 2세의 아들 오토 오르세올로의 대부였고, 1001년에 그는 피에트로 2세의 딸 세례를 주관해주었다.

### 죽음
1001년 말에 군대 소집을 마친 뒤, 오토는 로마에 대한 통치력을 확실히 하기 위해 로마가 있는 남쪽으로 향했다. 남쪽으로 향하던 중, 그는 갑작스럽고 심각한 열병에 걸렸다. 그는 1002년 1월 24일 치비타카스텔라나 인근 한 성에서 사망했다. 그는 당시에 21세였고 겨우 6년밖에 단독 통치자로 있었으며, 명목상으로는 거의 19년간 군림하였다. 비잔티움 황제 콘스탄티누스 8세의 차녀 조이는 그와 결혼하기 위해 풀리아에 막 발을 내디뎠을 때였다. 오토 3세의 죽음은 여러 가지 원인에서 비롯했다. 중세 사료는 그가 라벤나 주변의 불결한 늪지대에서 걸린 말라리아를 이야기하였다. 그가 죽자, 로마 사람들은 크레스켄티우스 2세의 미망인인 스테파니아가 오토가 그녀 자신에게 사랑에 빠지게 한 다음 그를 독살시켰다고 주장하였다.
황제의 시신은 병사들이 독일로 가져왔으며, 그 가는 길은 그의 시신에 욕설을 퍼붓는 이탈리아인들과 같이 하였다. 그는 샤를마뉴의 시신과 나란히 아헨 대성당에 안치되었다.

### 왕위 계승 위기
결혼한 적이 없던 오토 3세는 자녀를 두지 않고 죽으며, 분명한 계승자를 두지 않은 채 제국을 내버려두었다. 장례 행렬이 1002년 2월 바이에른 공국을 따라 움직이면서, 오토 3세의 친척인 바이에른 공작 하인리히 4세 (바이에른- 리우돌프계의 바이에른 공작 하인리히 2세의 아들)는 주교들귀 귀족들에게 새로운 독일 왕으로 자신을 선출해달라고 요청하였다. 아우구스부르크 주고 및 빌리기스 (마인츠 선제후이자 대주교)를 제외하면, 하인리히 4세는 왕위 주장에 대한 지지를 얻지 못했다. 하인리히의 왕위 주장권을 확고히 하기 위해 아우구스부르크 주교는 하인리히가 오토의 시신을 잘 보살피고 있음을 보여주도록 아우구스부르크 대성당에 오토의 창자를 안치시키기까지 했다. 1002년 부활절 아헨에서 오토의 장례식이 열릴 때, 독일 귀족들은 하인리히 4세에게 반대 의사를 반복하였다. 왕위에 대한 몇몇 경쟁 후보자들인 로트링겐 궁정백 에초, 마이센 변경백 에카르트 1세,, 슈바벤 공작 헤르만 2세 (콘라트 가문계) 등은 하인리히 4세의 계승에 대하여 강력히 반발하였다. 1002년 6월 6일 혹은 7일 마인츠에서, 바이에른 공작이 바이에른, 프랑크, 상로트링겐의 지지자들에 의해 하인리히 2세라는 이름으로 로마인들의 왕으로 선출되었고, 빌리기스가 왕으로서 대관식을 치러주었다. 한편, 에카르트는 상속 분쟁과 관련이 없는 불화 속에서 이미 죽임을 당한 상태였다. 대관식을 마친 하인리히는 슈바벤의 헤르만에 대해 별다른 성과 없는 군사 활동을 펼치지만, 튀링겐, 작센, 하로트링겐 지역들에서부터 몇 달 뒤 충성의 맹세 및 다시 열린 선거를 통해 왕으로 인정받았다. 1002년 10월 1일 브루흐잘에서, 헤르만은 마침내 하인리히 2세에게 항복하였고, 계승은 막을 내렸다.

## 성격
오토의 지적 재능은 후대의 힐데스하임 주교인 베른바르트, 렝스 대주교 오리악의 제르베르한테 상당히 그리고 세심하게 육성된 것이었다. 그는 언어 세 가지를 구사하였고 너무나 박식하여 동시대 사람들에게 '세상의 경이'(mirabilia mundi)라 불렸다 (후대에 프리드리히 2세는 마찬가지로 '세상의 경이'로 해석되는 'stupor mundi'로 일컬어졌다. 이 두 황제들은 종종 지적 능력, 야망, 이탈리아 문화에 대한 관련성에 대해 비교되었다). 그가 그리스와 로마 문화에 매료되었기에, 탕그마르의 Vita Bernwardi에는 비록 사실성에 대한 논쟁은 있으나 그가 독일의 가신들보다 로마인 가신을 선호한다고 하는 말이 있었을 정도였다.

## 재위 시절에 대한 기록
1012년과 1018년 사이에 메르제부르크의 티트마르는 908년과 1018년 사이 시기를 다룬 8권으로 이뤄진 연대기 (Chronicon) 한 편을 썼다. 초기 부분에 있어서 그는 비두킨트의 '색슨족 업적록', Annales Quedlinburgenses 및 다른 사료들을 사용했으며 후반 부분은 개인의 지식에서 비롯한 것이다. 이 연대기는 그럼에도 오토 3세 및 하인리히 2세 황제 시기 작센의 역사에 있어서 뛰어난 권위를 지니고 있다. 배제할 만한 정보는 없지만 전체적인 자세한 내용들은 벤트족 및 폴족들에 대한 메르제부르크 주교구의 싸움들을 나타내고 있다.

## 가족 및 자녀
오토 3세는 919년부터 1024년까지 신성 로마 제국 (과거 독일)을 통치했던 오토 왕조 출신이었다. 같은 왕조의 다른 인물들과의 관계에 있어서, 오토 3세는 매사냥꾼 하인리히의 증손이자, 오토 1세의 손자이며, 오토 2세의 아들이고 또한 하인리히 2세의 재종이기도 했다.
오토 3세는 결혼한 적이 없었고 이른 죽음으로 자녀 그 누구도 두지 않았다. 그가 사망했을 당시, 비잔티움 황제 콘스탄티누스 8세의 차녀 조이 포르피로게니타는 그와 혼인을 올리기 위해 이탈리아로 향하던 중이었다.

## 참고 문헌
- Althoff, Gerd. Otto III. Penn State Press, 2002. ISBN 0-271-02232-9
- Bryce, James (1904). 《The Holy Roman Empire》 new판. London: Macmillan & Co.
- Comyn, Robert. History of the Western Empire, from its Restoration by Charlemagne to the Accession of Charles V, Vol. I. 1851
- Duckett, Eleanor (1968). Death and Life in the Tenth Century. Ann Arbor: University of Michigan Press.
- Kristó, Gyula; Makk, Ferenc (1996). 《Az Árpád-ház uralkodói ("Rulers of the Árpád dynasty")》. I.P.C. KÖNYVEK Kft. ISBN 963-7930-97-3.
- Longhena, Mario; Levi Spinazzola, Alda; Pettorelli, Arturo; Parigi, Luigi; De Marinis, Tammaro; Carotti, Natale (1935). 〈Piacenza〉. 《Enciclopedia Italiana》. Rome: Istituto dell'Enciclopedia Italiana.
- Moehs, Teta E. (1972). 《Gregorius V, 996–999: A Biographical Study》. Stuttgart: Anton Hiersemann.
- Reuter, Timothy (1995). 《The New Cambridge Medieval History: Volume 3, c.900–c.1024》. Cambridge: Cambridge University Press. 891쪽. ISBN 9780521364478. 2022년 8월 25일에 확인함.
  - Reuter, Timothy, ed. The New Cambridge Medieval History, Vol. III: c. 900–c. 1024, Cambridge University Press, 2000.
- 본 문서에는 현재 퍼블릭 도메인에 속한 브리태니커 백과사전 제11판의 내용을 기초로 작성된 내용이 포함되어 있습니다.